# Andretti Global
Andretti Global é uma equipe automobilística que compete na IndyCar, Indy NXT, Fórmula E, Extreme E e inscrições conjuntas na IMSA SportsCar, Supercars. Já competiu na American Le Mans Series e na A1GP. A equipe foi fundada como Team Green por Barry Green em 1993 e competiu originalmente na CART Indy Car World Series. O campeão da CART de 1991, Michael Andretti, comprou uma participação na equipe em 2002, renomeando a equipe para Andretti Green Racing e mudando para a Indy Racing League para a temporada de 2003. De 2009 a 2023, a equipe ficou conhecida como Andretti Autosport, com Andretti no controle total da equipe. Após uma reestruturação durante o ano de 2023, a equipe mudou a marca para "Andretti Global" em razão da nova controladora da equipe, formada em 2022 por Andretti e pelo empresário Dan Towriss, que se tornando coproprietário, para buscar uma entrada na Fórmula 1.
A equipe venceu as 500 Milhas de Indianápolis em 2005, em 2007 e em 2014. A equipe ganhou o campeonato de IndyCar Series em 2004, 2005, 2007 e 2012 e o campeonato da Indy Lights em 2008 e 2009. Durante a formação inicial da equipe décadas atrás como a Team Green, a equipe ganhou as 500 Milhas de Indianápolis de 1995 e o campeonato da CART em 1995.
A Andretti conquistou o título do campeonato de pilotos da Fórmula E na temporada de 2022–23 com Jake Dennis.
Em setembro de 2024, Michael Andretti renunciou o cargo de diretor-executivo da Andretti Global e foi substituído pelo então proprietário majoritário Dan Towriss, embora Michael continue a desempenhar um papel na empresa como consultor. Towriss é diretor-executivo do Group 1001, que se associou a Andretti pela primeira vez por meio do patrocínio da subsidiária do grupo, a Gainbridge. Em novembro de 2024, Andretti vendeu a equipe para a holding TWG Global, do principal proprietário do Los Angeles Dodgers, Mark Walter, com Towriss permanecendo como coproprietário e diretor-executivo.

## História

### IndyCar Series
Depois que surgiram grandes problemas na CART, Michael Andretti, que havia adquirido uma participação majoritária na equipe Team Green e, a renomeando para Andretti Green Racing, transferiu essa equipe em 2003 para a categoria rival Indy Racing League (atual IndyCar Series).
Em 24 de novembro de 2009, a Andretti Green Racing anunciou que a reestruturação da equipe estava completa e que a equipe seria renomeada para Andretti Autosport, com Michael Andretti como único proprietário.
Após uma nova reestruturação durante o ano de 2023, em 5 de setembro de 2023, a equipe anunciou que seria renomeada para Andretti Global, essa mudança de marca foi em razão da nova controladora da equipe, formada em 2022 por Andretti e pelo empresário Dan Towriss, em sua tentativa de conseguir uma entrada na Fórmula 1 em 2025.

### Fórmula E
A Andretti Global compete na Fórmula E como Avalanche Andretti Formula E, da qual faz parte desde a formação da categoria que teve sua temporada inaugural realizada em 2014–15, vencendo o campeonato de pilotos de 2022–23 com o piloto Jake Dennis.

### Extreme E
Em abril de 2020, a Extreme E anunciou que a Andretti Autosport havia se tornado na sexta equipe a ingressar na categoria. A Andretti Autosport faria parceria com a United Autosport e a equipe entrou na temporada inaugural como Andretti United Extreme E com Catie Munnings e Timmy Hansen assinados como pilotos da equipe. A equipe venceu sua primeira corrida no Arctic X-Prix e terminou a primeira temporada em quarto lugar. Em dezembro de 2021, a equipe anunciou um acordo de patrocínio com a empresa estadunidense de software Genesys e entrou na temporada de 2022 como Genesys Andretti United Extreme E. A equipe também anunciou continuação de Munnings e Hansen como sua dupla de pilotos. A equipe terminou a segunda temporada na quinta colocação. Em fevereiro de 2023, a equipe anunciou um acordo de patrocínio principal com a empresa automotiva Altawkilat da Arábia Saudita e participou da temporada de 2023 como Andretti Altawkilat Extreme E. Apesar de seu nome ter sido retirado da nova identidade, a United Autosport continuou a deter uma participação acionária na equipe. A equipe contratou com Munnings e Hansen pela terceira temporada consecutiva, com a dupla assinando um contrato de extensão de vários anos com a equipe em novembro de 2022.

### Campeonato de Supercars
Em 2018, a Andretti Autosport entrou no Campeonato Australiano de Supercarros após adquirir uma participação de 37,5% na Walkinshaw Andretti United.

### Fórmula 1
No final de 2021, houve sugestões de que a Andretti Autosport poderia comprar a Sauber, os operadores da equipe Alfa Romeo ou mesmo a Haas, no entanto, essas negociações não tiveram sucesso.
Em 18 de fevereiro de 2022, Mario Andretti anunciou que seu filho, Michael, havia entrado com um pedido na Federação Internacional de Automobilismo (FIA), órgão regulador da Fórmula 1, para  a Andretti Global ingressar na categoria em 2024. Posteriormente, Mario Andretti afirmou que o projeto para a criação da nova equipe estaria em um estágio avançado, com um acordo de motor já fechado e, também, a existência de um plano para uma nova fábrica em Indianápolis. Onde os carros seriam fabricados em uma instalação de última geração, perto da base da Andretti Autosports IndyCar, mas com ele sugerindo que a equipe seria baseada na Inglaterra. Uma semana depois, ele revelou que o fornecedor de motor seria a Renault (Alpine). Em fevereiro de 2023, Laurent Rossi, diretor executivo da Alpine, afirmou que existia um acordo selado para fornecer motores Alpine caso Andretti consiga entrar na Fórmula 1. Porém, em outubro de 2023, a Alpine revelou que este pré-contrato com a Andretti para fornecimento de unidades de potência e peças havia expirado no início do ano.
Após o Grande Prêmio de Miami de 2022, James Vowles passou uma semana com a Andretti Autosport e explicou-lhes qual era o estado atual da Fórmula 1 e o que era necessário para administrar uma equipe de Fórmula 1. Em agosto de 2022, a FIA declarou que não pretendia aumentar o número de equipes no grid da Fórmula 1 e alguns dirigentes de equipe incluindo o diretor executivo da Mercedes, Toto Wolff, e o chefe da equipe Alfa Romeo, Frédéric Vasseur, foram contra a entrada da Andretti, alegando que a Fórmula 1 precisava que grandes fabricantes de automóveis agregassem valor, como a Audi. O chefe da equipe Red Bull Racing, Christian Horner, enfatizou que o problema era a distribuição de lucros, enquanto o proprietário da Aston Martin, Lawrence Stroll, era a favor da incorporação da Andretti à Fórmula 1. Em outra entrevista, o diretor executivo da McLaren, Zak Brown, mostrou seu apoio à Andretti, dizendo que outras equipes que eram contra a entrada da Andretti estavam sendo míopes.
Em 5 de janeiro de 2023, a Andretti Global anunciou sua intenção de entrar na Fórmula 1 em conjunto com a Cadillac, uma subsidiária da General Motors (GM) e, juntas, formar a Andretti Cadillac Racing. No entanto, o anúncio não especificou se a Cadillac produziria a sua própria unidade de potência ou reformularia a unidade de um fabricante existente. Em 11 de janeiro, Michael disse que duas equipes existentes haviam declarado seu apoio à entrada da Andretti na Fórmula 1, sendo elas a McLaren e a Alpine, equipe pertencente à Renault. O presidente da FIA, Mohammed Ben Sulayem, ficou surpreso com a "reação adversa" das equipes e da Formula One Management (FOM) ao projeto de Andretti e "tuitou" em apoio a Andretti. Posteriormente, foi divulgado que a Cadillac estava planejando iniciar seu programa de motores para a Fórmula 1 apenas para a temporada de 2027.
Em 2 de outubro de 2023, a FIA aceitou oficialmente a oferta da Andretti para ingressar no grid da categoria como a décima primeira equipe. Porém, a Andretti ainda depende de um acordo comercial com a FOM para ingressar na Fórmula 1 a partir de 2025. No entanto, em 31 de janeiro de 2024, a FOM rejeitou a entrada da Andretti, alegando falta de competitividade e que a equipe não agregaria valor ao campeonato.
Em 14 de novembro de 2023, a General Motors anunciou que havia se registrado na FIA para se tornar fornecedora de motores da Fórmula 1 a partir da temporada de 2028. Com o presidente da GM declarando que a entrada da montadora é condicionada ao aceite da Andretti Cadillac.
Em 10 de abril de 2024, a Andretti Global anuncia sua inauguração de sua sede em Silverstone.
Após a venda da equipe pela família Andretti para o principal proprietário do Los Angeles Dodgers e coproprietário do Chelsea F.C., Mark Walter, a holding TWG Global, bem como a confirmação da GM de que entraria como fornecedora de motores em uma data posterior, a Fórmula 1 aprovou a proposta da GM para entrar na Fórmula 1 em 2026, com a aquipe sendo nomeada de Cadillac Formula 1 Team. A equipe contratou Graeme Lowdon como chefe da equipe e providenciou que a Ferrari fornecesse motores temporariamente.

## Resultados

### IndyCar (2003-)

#### Pilotos
| Temporada     | Nome | Chassis | Motor | Pneu | Pilotos                                                                                                 | Classificação |
| ------------- | --- | ------- | ----- | ---- | --- | ------------- |
| 2024 Detalhes | Andretti Global Andretti Global with Curb-Agajanian Andretti Herta with Marco Andretti and Curb-Agajanian                                                          | Dallara | Honda | F    | Colton Herta Kyle Kirkwood Marcus Ericsson Marco Andretti                                               |               |
| 2023 Detalhes | Andretti Autosport Andretti Autosport with Curb-Agajanian Andretti-Harding Steinbrenner Autosport Andretti-Herta Autosport with Marco Andretti and Curb-Agajanian  | Dallara | Honda | F    | Colton Herta Kyle Kirkwood Romain Grosjean Devlin DeFrancesco Marco Andretti                            |               |
| 2022 Detalhes | Andretti Racing Andretti Autosport with Curb-Agajanian Andretti-Harding Steinbrenner Autosport Andretti Herta Autosport with Marco Andretti and Curb-Agajanian     | Dallara | Honda | F    | Colton Herta Alexander Rossi Romain Grosjean Devlin DeFrancesco Marco Andretti                          |               |
| 2021 Detalhes | Andretti Racing Andretti Autosport with Curb-Agajanian Andretti-Harding Steinbrenner Autosport Andretti Herta-Haupert Autosport w/ Marco Andretti & Curb-Agajanian | Dallara | Honda | F    | Stefan Wilson Zach Veach Alexander Rossi Ryan Hunter-Reay Colton Herta James Hinchcliffe Marco Andretti |               |
| 2020 Detalhes | Andretti Racing Andretti-Harding Steinbrenner Autosport Andretti-Herta Autosport with Curb-Agajanian                                                               | Dallara | Honda | F    | Zach Veach Alexander Rossi Ryan Hunter-Reay James Hinchcliffe Colton Herta Marco Andretti               |               |
| 2019 Detalhes | Andretti Racing Andretti-Herta Autosport with CURB/Agajanian | Dallara | Honda | F    | Conor Daly Zach Veach Alexander Rossi Ryan Hunter-Reay Marco Andretti                                   |               |
| 2018 Detalhes | Andretti Racing Andretti-Herta Autosport with CURB/Agajanian | Dallara | Honda | F    | Stefan Wilson Zach Veach Alexander Rossi Ryan Hunter-Reay Carlos Muñoz Marco Andretti                   |               |
| 2017 Detalhes | Andretti Racing Andretti-Herta Autosport with CURB/Agajanian Andretti-McLaren                                                                                      | Dallara | Honda | F    | Takuma Sato Marco Andretti Ryan Hunter-Reay Jack Harvey Alexander Rossi Fernando Alonso                 |               |
| 2016 Detalhes | Andretti Racing Andretti-Herta Autosport with CURB/Agajanian | Dallara | Honda | F    | Carlos Muñoz Marco Andretti James Hinchcliffe Ryan Hunter-Reay Townsend Bell Alexander Rossi            |               |
| 2015 Detalhes | Andretti Racing | Dallara | Honda | F    | Simona De Silvestro Justin Wilson Carlos Muñoz Marco Andretti James Hinchcliffe Ryan Hunter-Reay        |               |
| 2014 Detalhes | Andretti Racing | Dallara | Honda | F    | Marco Andretti Franck Montagny Kurt Busch James Hinchcliffe Ryan Hunter-Reay Carlos Muñoz               |               |
| 2013 Detalhes | Andretti Racing | Dallara | Honda | F    | Ryan Hunter-Reay Carlos Muñoz Ernesto Viso Marco Andretti James Hinchcliffe                             |               |
| 2012 Detalhes | Andretti Racing | Dallara | Honda | F    | Bia Figueiredo Marco Andretti James Hinchcliffe Ryan Hunter-Reay Sebastián Saavedra                     |               |
| 2011 Detalhes | Andretti Racing | Dallara | Honda | F    | Danica Patrick Marco Andretti Mike Conway Ryan Hunter-Reay John Andretti                                |               |
| 2010 Detalhes | Andretti Racing | Dallara | Honda | F    | Tony Kanaan Danica Patrick Marco Andretti Adam Carroll Ryan Hunter-Reay John Andretti                   |               |
| 2009 Detalhes | Andretti-Green Racing | Dallara | Honda | F    | Tony Kanaan Danica Patrick Marco Andretti Hideki Mutoh                                                  |               |
| 2008 Detalhes | Andretti-Green Racing | Dallara | Honda | F    | Tony Kanaan Danica Patrick Marco Andretti Hideki Mutoh                                                  |               |
| 2007 Detalhes | Andretti-Green Racing | Dallara | Honda | F    | Dario Franchitti Tony Kanaan Danica Patrick Marco Andretti Michael Andretti                             |               |
| 2006 Detalhes | Andretti-Green Racing | Dallara | Honda | F    | Dario Franchitti Tony Kanaan Bryan Herta Marco Andretti Michael Andretti A. J. Foyt IV                  |               |
| 2005 Detalhes | Andretti-Green Racing | Dallara | Honda | F    | Dan Wheldon Tony Kanaan Dario Franchitti Bryan Herta                                                    |               |
| 2004 Detalhes | Andretti-Green Racing | Dallara | Honda | F    | Tony Kanaan Dan Wheldon Dario Franchitti Bryan Herta                                                    |               |
| 2003 Detalhes | Andretti-Green Racing | Dallara | Honda | F    | Tony Kanaan Michael Andretti Dario Franchitti Dan Wheldon Robby Gordon                                  |               |

Nas temporadas de 2001 e 2002 da IndyCar Series disputou somente as 500 Milhas de Indianápolis.
| Temporada     | Nome            | Chassis | Motor      | Pneu | Pilotos                                      | Classificação |
| ------------- | --------------- | ------- | ---------- | ---- | -------------------------------------------- | ------------- |
| 2002 Detalhes | Team Green      | Dallara | Chevrolet  | F    | Paul Tracy Dario Franchitti Michael Andretti |               |
| 2001 Detalhes | Team Kool Green | Dallara | Oldsmobile | F    | Michael Andretti                             |               |

### Como ChampCar (1993-2002)

#### Pilotos
| Temporada     | Nome                          | Chassis | Motor | Pneu | Pilotos                                      | Classificação |
| ------------- | ----------------------------- | ------- | ----- | ---- | -------------------------------------------- | ------------- |
| 2002 Detalhes | Team Kool Green               | Lola    | Honda | F    | Paul Tracy Dario Franchitti Michael Andretti |               |
| 2001 Detalhes | Team Kool Green Team Motorola | Reynard | Honda | F    | Paul Tracy Dario Franchitti Michael Andretti |               |
| 2000 Detalhes | Team Kool Green               | Reynard | Honda | F    | Paul Tracy Dario Franchitti                  |               |
| 1999 Detalhes | Team Kool Green               | Reynard | Honda | F    | Dario Franchitti Paul Tracy                  |               |
| 1998 Detalhes | Team Kool Green               | Reynard | Honda | F    | Dario Franchitti                             |               |
| 1997 Detalhes | Team Kool Green               | Reynard | Honda | F    | Parker Johnstone                             |               |
| 1996 Detalhes | Team Green Brahma Sports Team | Reynard | Ford  | G    | Raul Boesel                                  |               |
| 1995 Detalhes | Team Player's Green           | Reynard | Ford  | G    | Jacques Villeneuve                           |               |
| 1994 Detalhes | Team Player's Forsythe/Green  | Reynard | Ford  | G    | Jacques Villeneuve                           |               |
| 1993 Detalhes | Team Player's Forsythe/Green  | Lola    | Ford  | G    | Claude Bourbonais                            |               |

## ALMS(2007–2008)

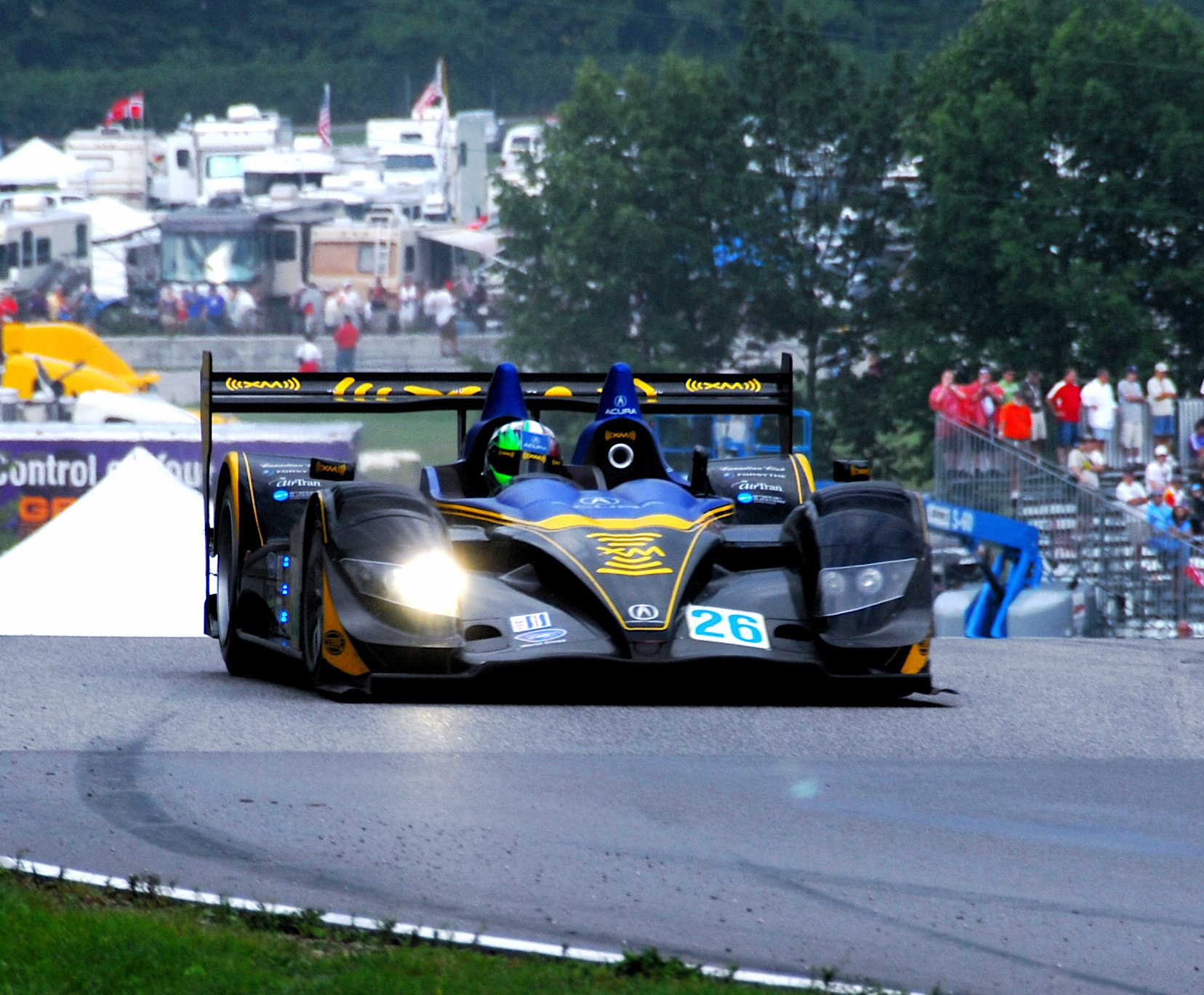
Andretti Green Racing's Acura ARX-01a na Road America

### Pilotos
- Dario Franchitti (2007)
- Marino Franchitti (2007)
- Bryan Herta (2007–2008)
- Tony Kanaan (2007–2008)
- Christian Fittipaldi (2008)
- Marco Andretti (2008)
- Franck Montagny (2008)
- James Rossiter (2008)
- Raphael Matos (2008)

## A1GP(2008–2009)

### Pilotos
- Charlie Kimball (2008)
- Marco Andretti (2008–2009)
- Adam Carroll (2008–2009)
- J.R. Hildebrand (2008–2009)